# Кантен Біго
Кантен Біго (фр. Quentin Bigot) (нар. 1 грудня 1992) — французький легкоатлет, який спеціалузіється в метанні молота, багаторазовий переможець та призер європейських змагань, учасник Олімпійських ігор-2012.
Починаючи з липня 2014, відбував дворічну дискваліфікацію за порушення антидопінгових правил.
На чемпіонаті світу-2019 в Досі здобув «срібну» нагороду.